# Cerkev svetega Nikolaja, Hamburg
Neogotska cerkev svetega Nikolaja (nemško St. Nikolai-Kirche) je bila nekoč ena od petih luteranskih glavnih cerkva (Hauptkirchen) v mestu Hamburg. Bombardiranje Hamburga v drugi svetovni vojni je uničilo večino cerkve. Z rušenjem je bila odstranjena tako, da je ostala samo kripta in visok stolp, večinoma votel, hrani velik niz zvonov, in služi kot spomenik in pomemben arhitekturni mejnik. Ko prebivalci Hamburga omenjajo Nikolaikirche, je to ta cerkev in ne nova glavna cerkev, posvečena svetemu Nikolaju, v okrožju Harvestehude.
Cerkev je bila najvišja stavba na svetu med letoma 1874 do 1876 in je druga najvišja zgradba v Hamburgu. Od leta 2005 je v stolpu dvigalo do 75,3 m visoke ploščadi.

## Splošno
Sedanje stanje cerkve svetega Nikolaja je posledica bombardiranja Hamburga v drugi svetovni vojni, odstranitve porušenih zidov in ruševin leta 1951 ter restavratorstva stolpa v 1990-ih in v letu 2012.
Rettet die Nikolaikirche e.V. je fundacija, ki želi obnoviti stolp in izboljšati njegovo spominsko vlogo, ki jo podpira mesto Hamburg, združenje Hauptkirche in različni podjetniški sponzorji in zasebniki. Organizacija je zadolžena za vzdrževanje obstoječe strukture stavbe, restavriranje, organiziranje dogodkov in prikazov v cerkvi ter delovanje informacijskega centra, ki je v kripti cerkve.

## Zgodovina

### Starejša struktura
Z ustanovitvijo naselja Nikolai in pristanišča na reki Alster v 12. stoletju, je bila postavljena kapela posvečena svetemu Nikolaju, zavetniku mornarjev. Ta lesena stavba je bila druga cerkev v Hamburgu, po stolnici svete Marije.
Leta 1335, nekaj let pred napadom črne smrti, se je začela gradnja nove stavbe iz opeke. Struktura naj bi bila triladijska dvoranska cerkev v značilnem severno-nemškem opečnem gotskem slogu. Ta stavba je stala do sredine 19. stoletja, se spreminjala, širila in zdržala več delnih uničenj. Stolp, ki je bil postavljen leta 1517, je zgorel leta 1589. Nov stolp se je zrušil leta 1644. Zadnji stolp stare cerkve sv. Nikolaja je oblikoval Peter Marquardt. Njegov stolp je bil visok 122 metrov in bil s svojo značilno kupolo znamenitost mesta in dragulj na obzorju.
Cerkev svetega Nikolaja je kot središče ene od štirih hamburških župnij sodelovala v vseh teoloških razpravah, ki so se borile v mestu, zlasti med reformacijo. Potem ko je minister Henning Kissenbrügge odstopil leta 1524, so se prebivalci odločili za ministra Johannesa Bugenhagna, profiliranega reformatorja in zaupnika Martina Luthra. Konzervativni mestni svet je lahko preprečil njegovo imenovanje, tako da je Kissenbrügge ostal. Vendar pa niso mogli ustaviti splošnega vala izvoljenih luteranskih ministrov v Hamburgu; v cerkvi svetega Nikolaja je bil Johann Zegenhagen imenovan po končnem odhodu Kissenbrüggeja. Reformacija je bila dokončno mirno in leta 1528 se je v Hamburgu pojavil Bugenhagen in postal pridigar v cerkvi svetega Nikolaja. Poznan je po vzpostavitvi cerkvenega reda v Hamburgu, ki ureja finance in druge cerkvene zadeve, kot je šolski kurikulum. Ta red je trajal 200 let.
Stara cerkev svetega Nikolaja je bila prva velika javna stavba, ki je pogorela v velikem požaru maja 1842. Uničenje cerkve opisujejo kronisti kot posebno ganljiv dogodek za državljane. Bila je prva velika stavba, ki je bila zgorela in pokazala, kako katastrofalen je požar. 5. maja so morali opoldanske maše, ki jih je vodil pridigar Wendt, prekiniti in končati z molitvijo za reševanje cerkve. Očitno ni računal na izgubo cerkve, saj večina umetniških zakladov ni bila shranjena.
Stolp je bil ogrožen okoli štirih popoldne. Kljub obupnim prizadevanjem ni bilo mogoče zadržati ognja zaradi takratne opreme, ki ni dovoljevala, da bi se voda v zadostni količini dvignila do višine stolpa. Končno se je zrušil v ladjo in jo v celoti zažgal.

### Neogotska konstrukcija
Kmalu po požaru je bila cerkev ponovno zgrajena. Leta 1843 se je začela tako imenovano »zbiranje šilinga«, leta 1844 pa arhitekturni natečaj, ki ga je arhitekt Gottfried Semper (rojen v bližnji Altoni) osvojil z osnutkom romansko oblikovane strukture. Njegova zasnova se ni uresničila, saj se ni mogla umestiti v hamburško mestno jedro in nekaj pred tem, je zaključek srednjeveške kölnske stolnice leta 1842 pripeljal do gotskega preporoda v Nemčiji. Hamburška srednjeveška stolnica je bila leta 1805 porušena.
Angleški arhitekt George Gilbert Scott, ki je bil strokovnjak za obnovo srednjeveških cerkva in zagovornik gotskega arhitekturnega sloga, je dobil naročilo, naj oblikuje novo cerkev. Zasnoval je 86-metrsko ladjo z 28 metrov visokim obokom. Na arhitekturo sta močno vplivala francoski in angleški gotski slog, čeprav je bil stolp tipično nemški. Količina skulptur, izdelanih iz peščenjaka v notranjosti in na stolpu, je bila neobičajna. Nova cerkev je bila zgrajena na jugovzhodno od stare, kjer je nekoč stal Neue Burg (Novi grad). Gradnja se je začela leta 1846, 27. septembra 1863 pa je bila cerkev posvečena. Stolp z višino 147,3 metra je bil končan leta 1874. Takrat je bila cerkev svetega Nikolaja najvišja stavba na svetu do zaključka stolnice v Rouenu leta 1876. Za TV stolpom je cerkev še vedno druga najvišja stavba v Hamburgu.

### Druga svetovna vojna
Jasno viden stolp cerkve je služil kot cilj in usmerjevalni marker za pilote zavezniških zračnih sil med obsežnimi zračnimi napadi na Hamburg. 28. julija 1943 je bila cerkev močno poškodovana zaradi bombardiranja. Streha se je zrušila in notranjost ladje je utrpela veliko škodo. Stene so razpokale, vendar se niti te, in ne stolp niso zrušile.

### Po vojni
Osnovna struktura gotske cerkve je v veliki meri ostala nepoškodovana in rekonstrukcija je bila realna možnost. Kljub temu je bilo odločeno, da ladjo porušijo, medtem ko bi stolp ostal nedotaknjen. Ker okolica cerkve ni bila več stanovanjsko območje, je bila v okrožju Harvestehude zgrajena nova cerkev svetega Nikolaja. Leta 1951 je bila ladja končno porušena, ruševine pa deloma uporabljene za okrepitev obrežja reke Labe.
Izguba dragocenega gotskega arhitekturnega spomenika je obžalovalo veliko ljudi, po vojni pa so bile druge prednostne naloge glede rekonstrukcije. V primerjavi s cerkvijo nadangela Mihaela, cerkev svetega Nikolaja ni bila ena od pomembnih znamenitosti Hamburga.
Stolp in nekateri ostali zidovi so bili ohranjeni kot spomenik proti vojni. Več desetletij ni bilo treba skrbeti zanje, zato postopoma razpadajo. Leta 1987 je fundacija Rettet die Nikolaikirche e.V.  začela z obnovo obstoječe stavbe in postavila v kripto tako imenovano »mesto srečanj« (prostor za prireditve in razstave). Organizacija poskuša rešiti koščke ruševin, ki so bili odstranjeni leta 1951, kot so kosi iz uničene ladje, ki so jih novembra 2000 potegnili iz reke Labe. Obnova cerkve, kot je bila narejena s  cerkvijo svete Marije v Dresdnu, ni načrtovana. Vendar pa je bil leta 1993 vgrajen karilon z 51-zvonci kot spomin.
Od 1. septembra 2005 dvigalo znotraj stolpa vozi obiskovalce do 75,3 metrov visoke ploščadi za  panoramski pogled na Hamburg in še posebej bližnji Speicherstadt ('mesto skladišč').
- Nova cerkev sv. Nikolaja v Harvestehude
- Prüfung—skulptura južni ladji